# 越南南方民族解放陣線
越南南方民族解放陣線（越南语：／），南越報章和西方習稱為“越共”（Việt Cộng），是越南戰爭期間，越南劳动党在南越成立的反抗南越政权的统一战线组织。

## 历史
越南南方民族解放陣線在1960年12月20日在西宁省周城县成立，并发布十点纲领，纲领号召成立的一支人民军队，目標是“推翻美帝国主义及其走狗在越南南方的反动统治，建立民族民主联合政府，在南方实现独立民主、改善民生、和平中立，进而和平统一祖国”。由越南南方各阶层、各民族、各党派、各社会和宗教团体的爱国力量组成的反美爱国统一战线组织。参加这个组织的有越南人民革命党、越南民主党、越南民族、民主与和平力量联盟等20多个政党和人民团体。南方民族解放阵线设立了各级委员会和人民自治委员会。雖與北越的越南人民军同由越南共产党領導，但越南南方民族解放陣線在名義上是独立的。该组织幕后的直接领导机构是越南劳动党南方局。
1961年2月15日，越南南方民族解放陣線把越南共和國境內各地的人民武装统一组成越南南方人民解放武装力量，從事游擊戰。1961年10月30日律师阮友寿从富安省绥和市越狱成功，11月抵达西宁省北部的越南南方民族解放陣線根据地就任越南南方民族解放陣線主席。1965年3月22日，越南南方民族解放阵线中央委员会针对美国直接出兵扩大越南战争发表解决越南问题的严正声明。
1967年8月，越南南方民族解放阵线举行非常大会，通过民族解放阵线的政治纲领：民族解放阵线决心“进一步扩大民族大团结，动员和鼓舞全民冲向前去，决战决胜美国强盗，建设独立、民主、和平、中立和繁荣的南方。”
1969年5月，越南南方民族解放阵线提出《关于帮助恢复越南和平的全面解决越南南方问题的原则和主要内容》的十点建议。
1969年6月6日到8日，越南南方民族解放阵线和“越南民族、民主及和平力量联盟”两个代表团在南方解放区召开越南南方国民代表大会，通过决议宣布成立“越南南方共和国临时革命政府”，随后一年内，有二十多个国家承认并建立了外交关系。
1975年4月30日推翻越南共和國後，越南南方共和临时革命政府成为越南南方的唯一代表。1976年，越南南北统一。1977年2月，越南南方民族解放阵线同“越南民族、民主及和平力量联盟”并入越南社会主义共和国的“越南祖国阵线”。

## 武器

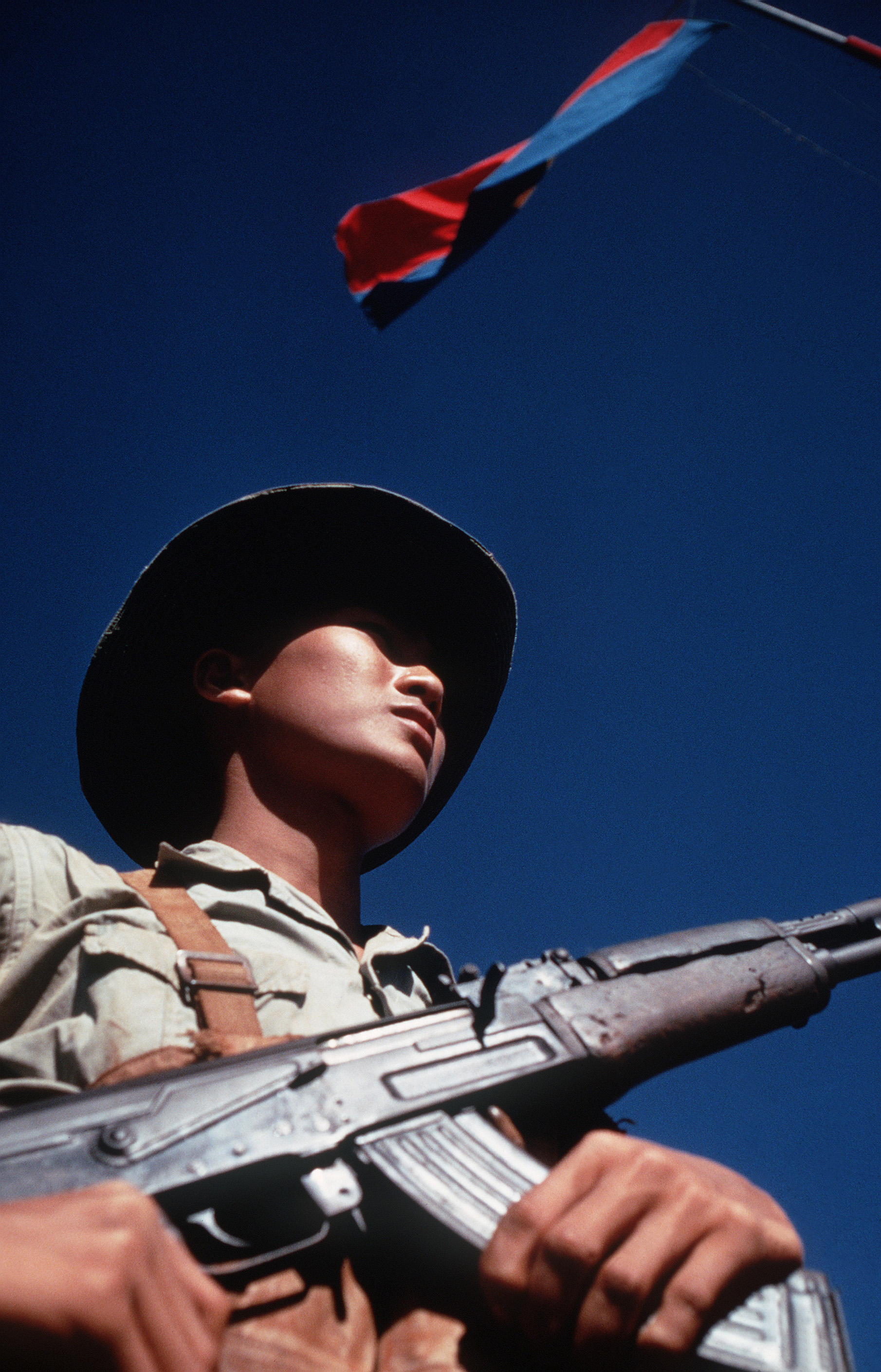
一名越南南方民族解放陣線遊擊隊戰士與他的AK-47突擊步槍

越南南方民族解放陣線使用的現代武器大部份都是由蘇聯、華沙條約國家及中華人民共和國提供，當中不少是二戰後的剩餘物資。另外也有在第一次印度支那戰爭中法軍遺留下來，和繳獲自美軍的武器裝備。

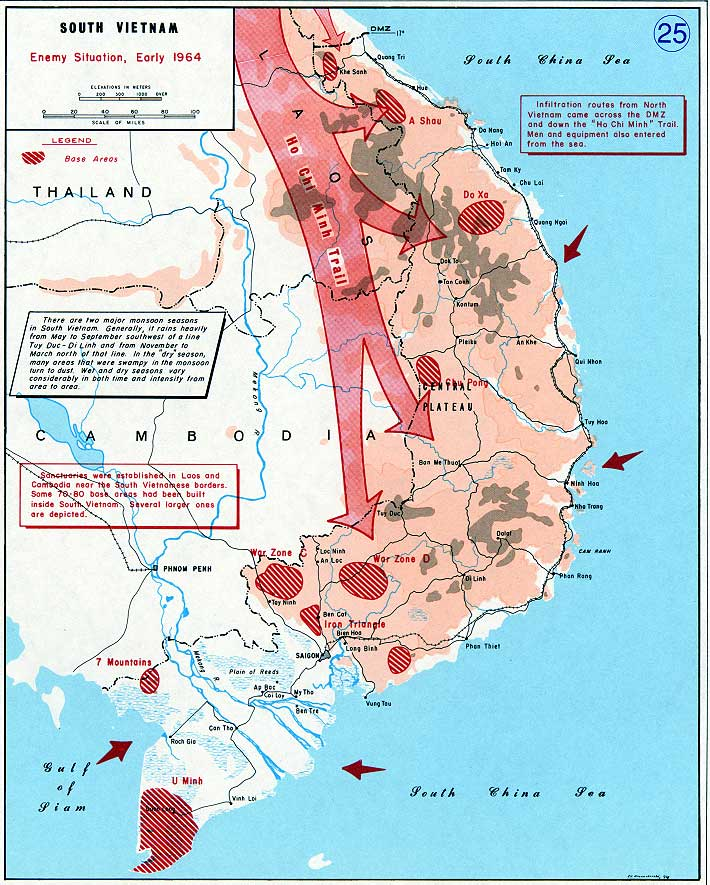
1964年攻勢

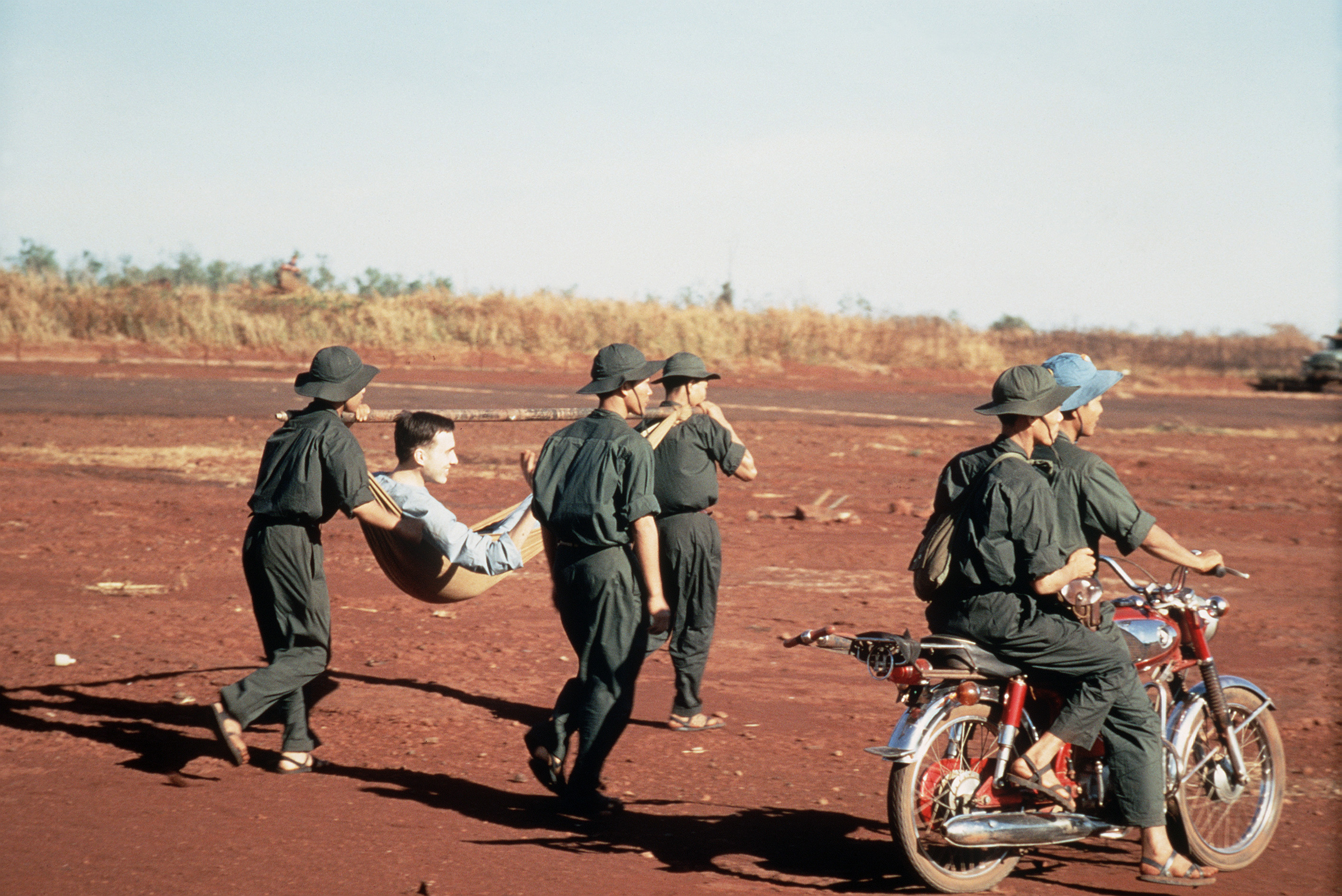
抓獲美軍飛行員的越南南方民族解放陣線班兵

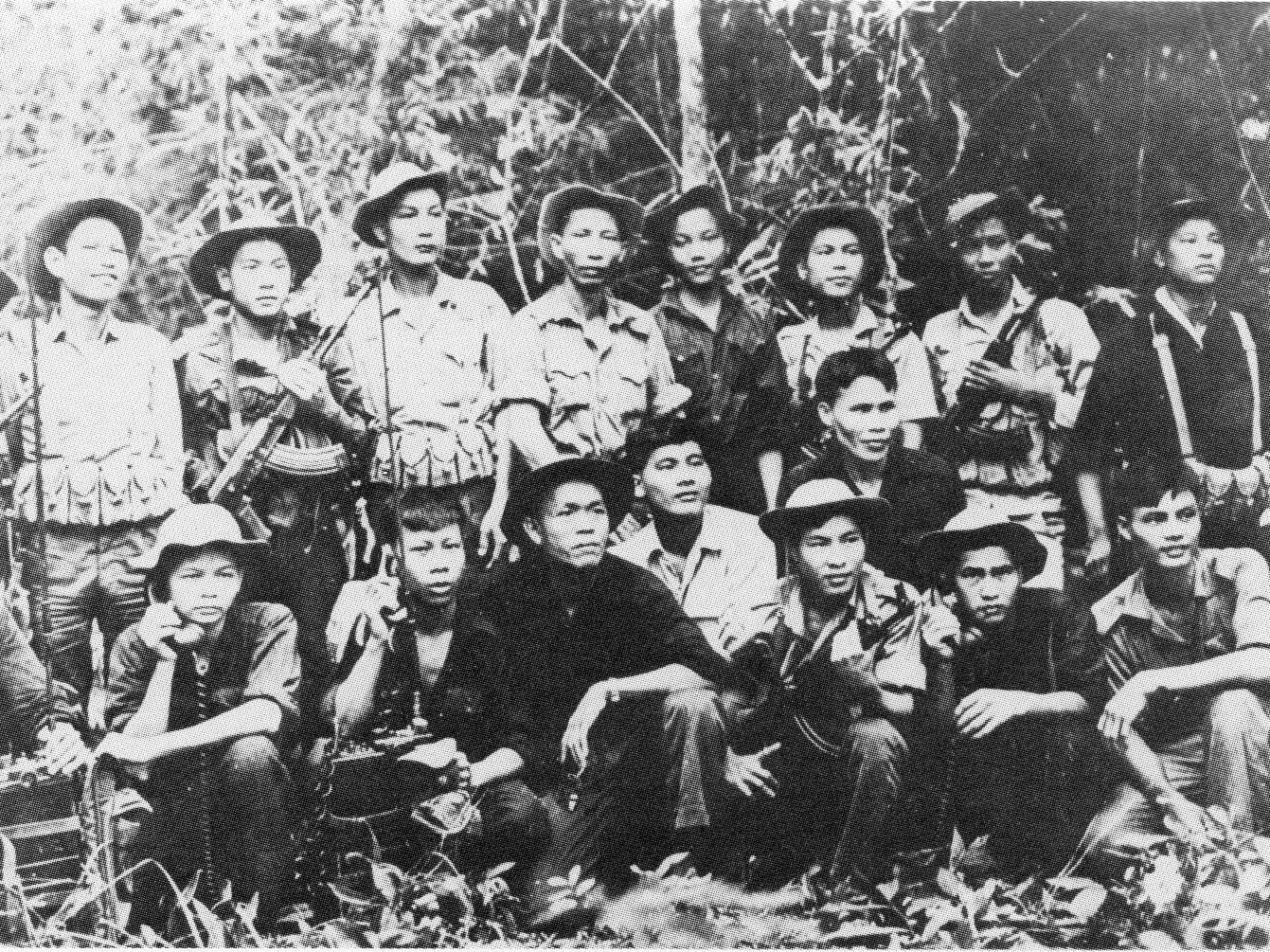
越南南方民族解放陣線突擊隊

在防空洞裡的越南南方民族解放陣線班兵

## 地道
位於西貢（現胡志明市）西北方40公里的一個地道系統，位於古芝縣。此地道原為越南抵抗法國統治時，由當時農兵徒手挖了20多年的一個地下戰道，地道內部密集，且地道中設有有醫院、會議場、睡眠房間、作戰房間、糧庫及軍事陷阱等設備，為越南南方民族解放陣線能在戰場中戰勝的主要關鍵，為此越南南方民族解放陣線被戲稱為「會說話的草叢」而聞名。